# Droga krajowa B300 (Niemcy)
Droga krajowa 300 (niem. Bundesstraße 300, B 300) – – niemiecka droga krajowa przebiegająca na osi północ południe od skrzyżowania z drogą B16 na obwodnicy Abensberg do skrzyżowania z drogą B11 we  Freising w Bawarii.

## Miejscowości leżące przy B300
Münchsmünster, Geisenfeld, Reichertshofen, Pörnbach, Weichenried, Hohenwart, Waidhofen, Schrobenhausen, Peutenhausen, Kühbach, Aichach, Dasing, Friedberg, Augsburg, Diedorf, Gessertshausen, Ustersbach, Ried, Ziemetshausen, Thannhausen, Ursberg, Krumbach, Ebershausen, Kettershausen, Babenhausen, Winterrieden, Boos, Niederrieden, Heimertingen, Memmingen.

## Linki zewnętrzne

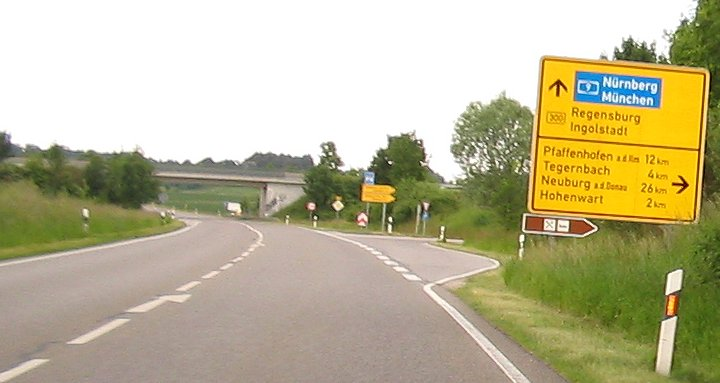
B300 w okolicy Hohenwart